# Nosal (część hełmu)

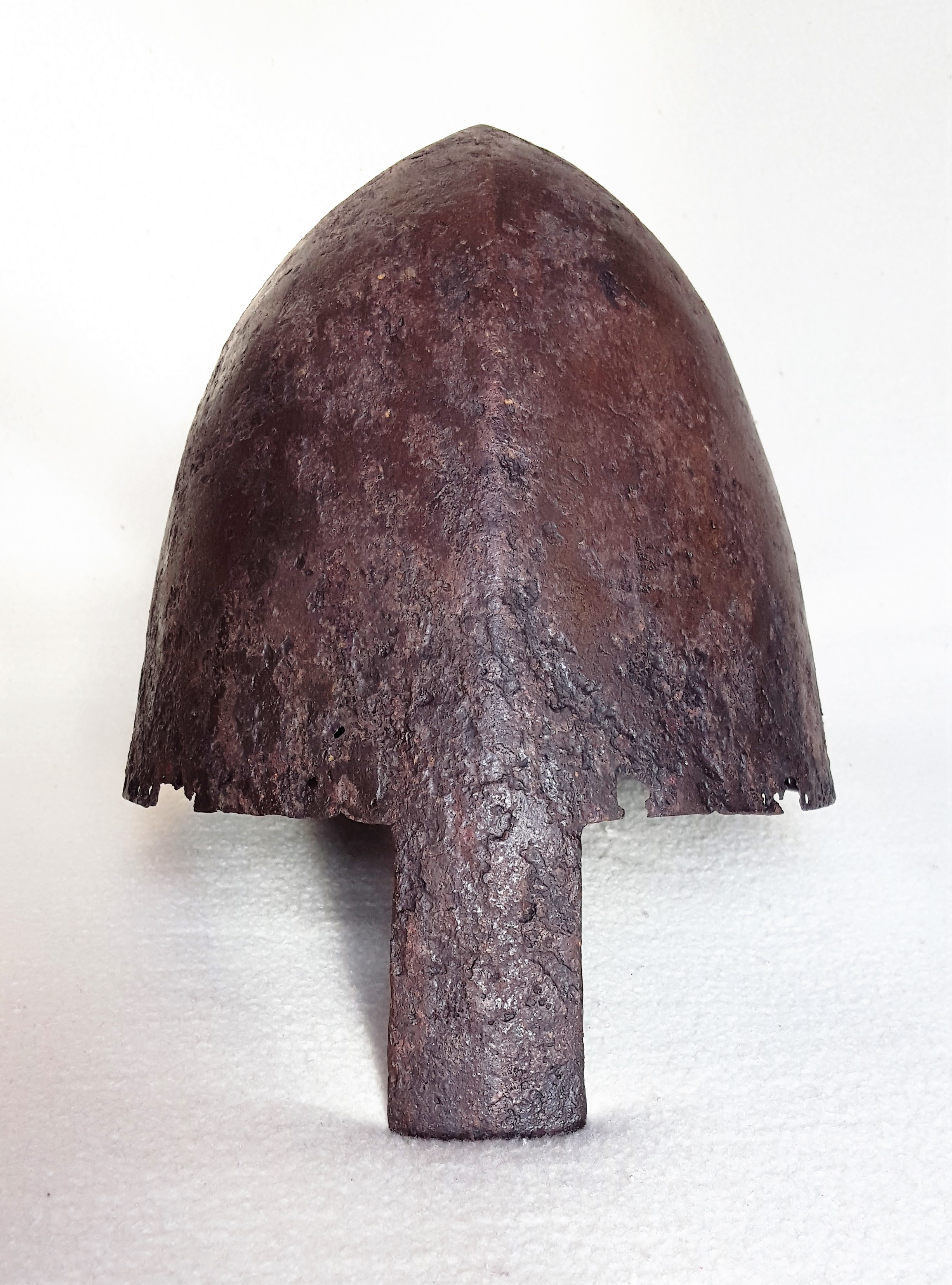
Hełm normandzki z wydatnym nosalem

Nosal – część konstrukcyjna niektórych typów hełmów otwartych. Początkowo miał postać prostej metalowej płytki chroniącej nos. Później - rozbudowanej osłony, chroniącej również częściowo twarz (np. w kapalinach i szyszakach husarskich).
Rozróżnia się nosale nieruchome - w starszych typach (na stałe połączone z dzwonem hełmu) i ruchome - w nowszych (montowane na zawiasach i podnoszone w poziomie oraz montowane za pomocą śruby pozwalającej na podnoszenie w pionie).

## Galeria

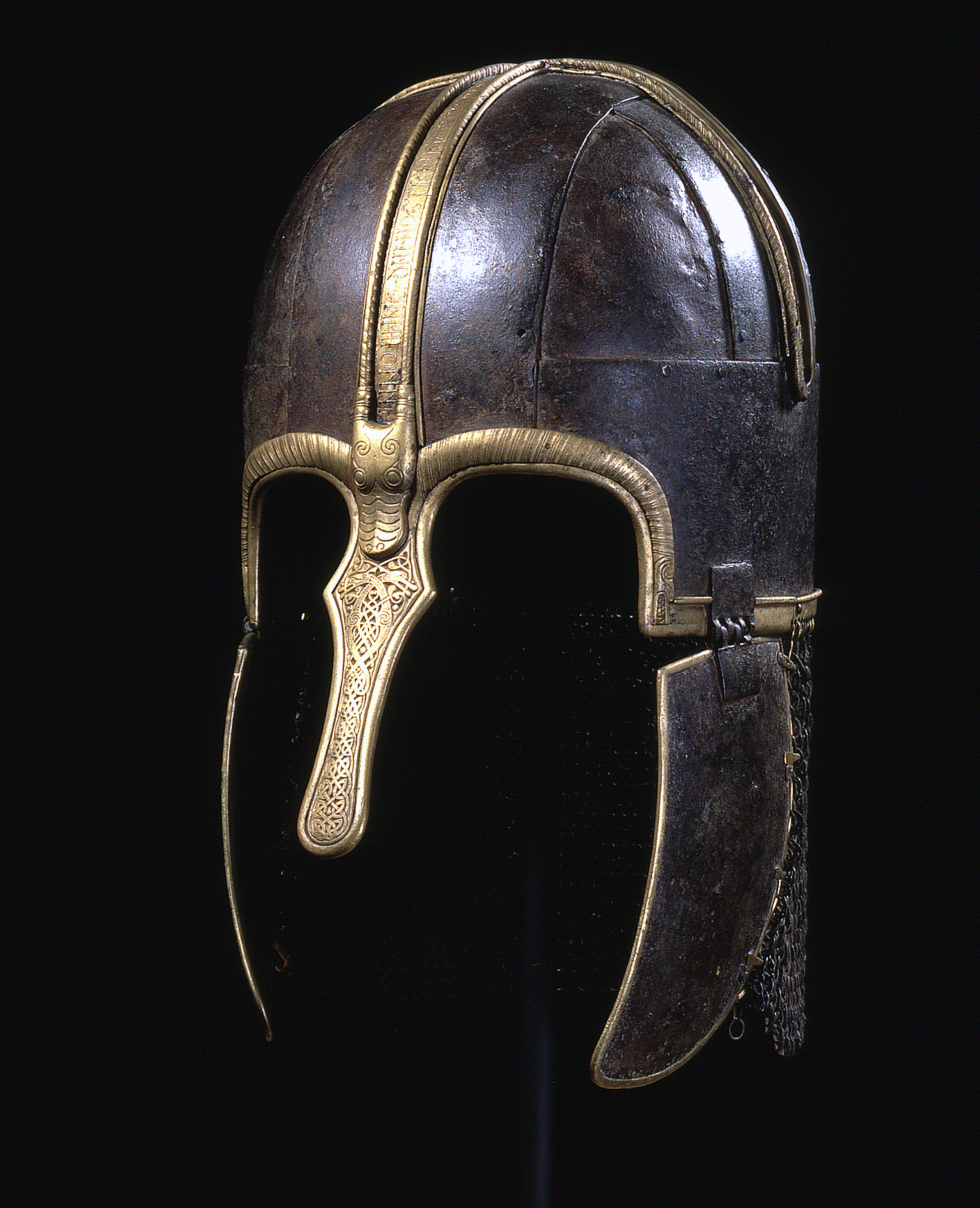
Hełm z nosalem nieruchomym, VIII wiek
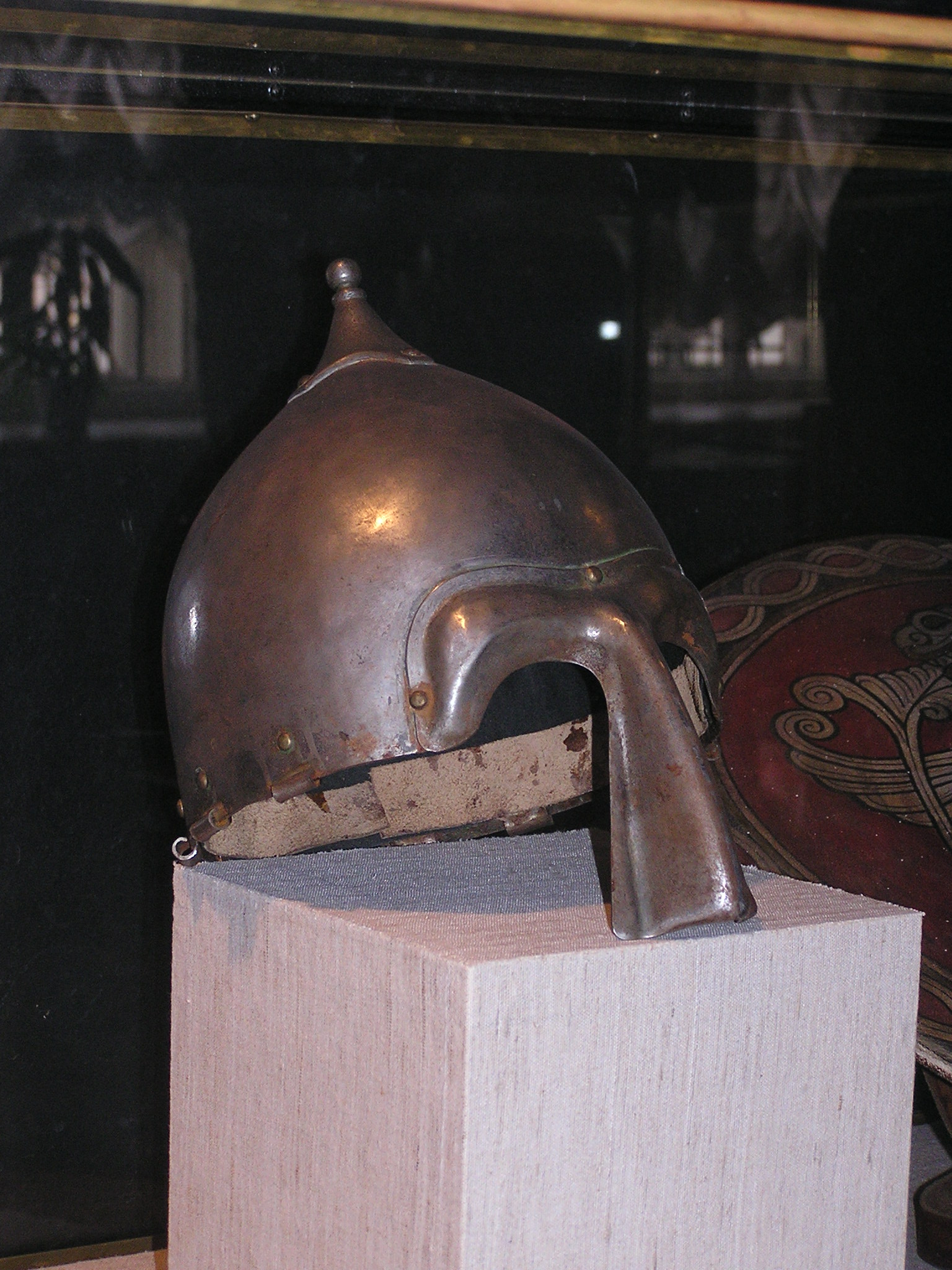
Hełm z nosalem nieruchomym, XII – XIII wiek
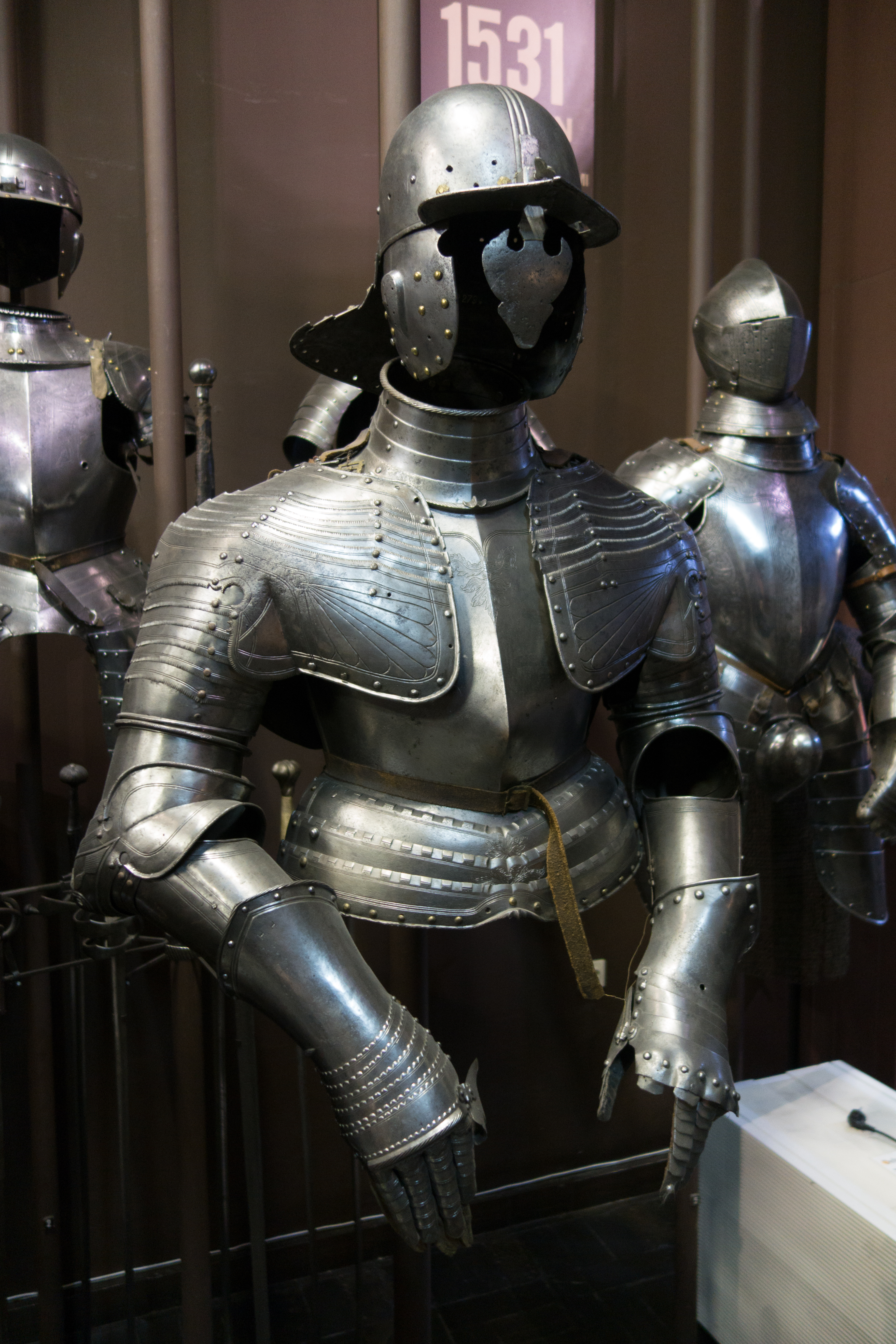
Szyszak husarski z rozbudowanym nosalem
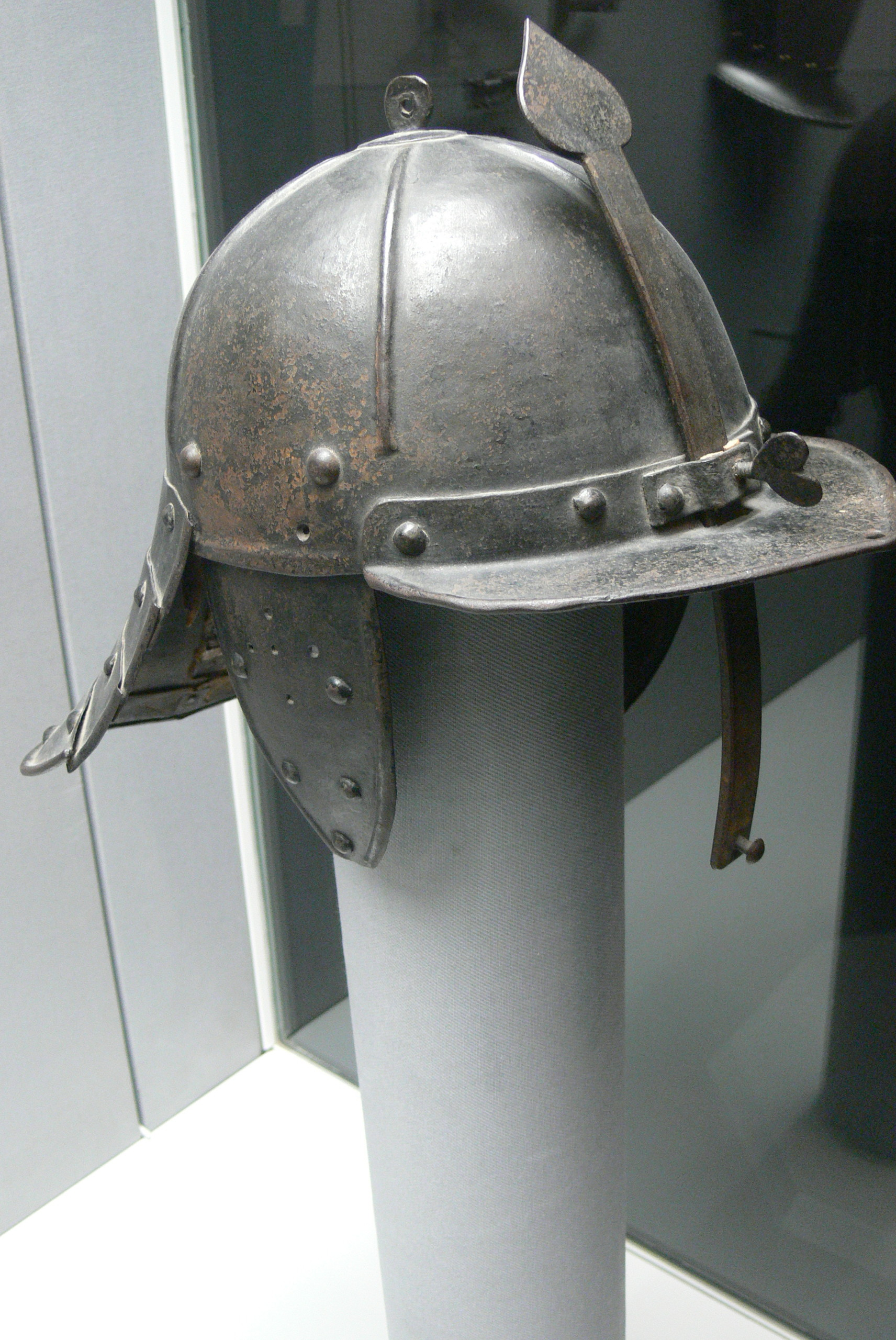
Szyszak z nosalem ruchomym (śruba), XVII wiek